# Olympische Geschichte Serbiens
Die Anfänge der olympischen Bewegung in Serbien liegen in der Zeit vor dem Ersten Weltkrieg. Nachdem sich die Idee der Olympischen Spiele etabliert hatte, entstanden im Königreich Serbien erste Gedanken zur Teilnahme des Landes. Am 10. Februar 1910 wurde in Belgrad der Serbische Olympische Club ins Leben gerufen, der die Aktivitäten zur Entsendung einer Mannschaft zu den Olympischen Sommerspielen vorantrieb. Schließlich reiste im Sommer 1912 eine fünfköpfige serbische Delegation, darunter zwei Leichtathleten und drei Funktionäre, nach Stockholm, um dort erstmals ihr Land bei den olympischen Wettkämpfen zu repräsentieren. Am Rande der Spiele wurde der serbische Delegationsleiter General Svetomir Đukić, der auch einer der Mitbegründer des Serbischen Olympischen Clubs war, in das Internationale Olympische Komitee gewählt, dem er bis zu seinem Tod im Jahr 1949 angehörte.
Nach der Gründung des Königreichs der Serben, Kroaten und Slowenen, dem späteren Jugoslawien, wurde am 14. Dezember 1919 in Zagreb das Jugoslawische Olympische Komitee (JOK) gegründet, in dem der Serbische Olympische Club und der Kroatische Sportverband aufgingen. Die serbischen Sportler starteten fortan im Team des geeinigten Jugoslawiens.
Das JOK bestand auch nach dem Zerfall Jugoslawiens und dem Ausscheiden von Slowenien, Kroatien, Bosnien und Herzegowina sowie Mazedonien aus dem jugoslawischen Staatenverbund im Jahr 1991 weiter. Den Sportlern aus den verbleibenden Teilstaaten Jugoslawiens, Serbien und Montenegro, blieb zunächst die Teilnahme an Olympischen Spielen verwehrt. Die von den Vereinten Nationen infolge des Kroatien-Krieges verhängten Sanktionen, beinhalteten auch einen Ausschluss jugoslawischer Sportler von internationalen Wettkämpfen. Das IOC gewährte jedoch bei den Olympischen Sommerspielen 1992 in Barcelona einigen Sportlern aus Jugoslawien als unabhängige Teilnehmer an den Start zu gehen. Erst 1996 bei den Olympischen Sommerspielen in Atlanta kehrte Jugoslawien wieder in den Kreis der olympischen Familie zurück.
Am 3. April 2003 wurde das Olympische Komitee von Serbien und Montenegro als Rechtsnachfolger des JOK gegründet. Nach der Auflösung des Staatenbundes Serbien und Montenegro wurde dieses wiederum am 8. Juni 2006 zum Olympischen Komitee Serbiens umbenannt.

## Übersicht über die Olympiateilnahme
| Jahre     | Mannschaften         | Mannschaften         | Mannschaften            | Mannschaften                  | Mannschaften                         | Mannschaften                         | Mannschaften                         |
| Jahre     | Kroatien             | Slowenien            | Bosnien und Herzegowina | Nordmazedonien                | Serbien                              | Kosovo                               | Montenegro                           |
| --------- | -------------------- | -------------------- | ----------------------- | ----------------------------- | ------------------------------------ | ------------------------------------ | ------------------------------------ |
| 1912      | Kaisertum Österreich | Kaisertum Österreich | Kaisertum Österreich    | Osmanisches Reich             | Serbien                              | Osmanisches Reich                    | keine Teilnahme                      |
| 1920–1988 | Jugoslawien          | Jugoslawien          | Jugoslawien             | Jugoslawien                   | Jugoslawien                          | Jugoslawien                          | Jugoslawien                          |
| 1992 W    | Kroatien             | Slowenien            | Jugoslawien             |                               |                                      |                                      |                                      |
| 1992 S    | Kroatien             | Slowenien            | Bosnien und Herzegowina | unabhängige Olympiateilnehmer | unabhängige Olympiateilnehmer        | unabhängige Olympiateilnehmer        | unabhängige Olympiateilnehmer        |
| 1994      | Kroatien             | Slowenien            | Bosnien und Herzegowina | keine Teilnahme               | Verbot einer Teilnahme durch die UNO | Verbot einer Teilnahme durch die UNO | Verbot einer Teilnahme durch die UNO |
| 1996–2002 | Kroatien             | Slowenien            | Bosnien und Herzegowina | Nordmazedonien                | BR Jugoslawien                       | BR Jugoslawien                       | BR Jugoslawien                       |
| 2004–2006 | Kroatien             | Slowenien            | Bosnien und Herzegowina | Nordmazedonien                | Serbien und Montenegro               | Serbien und Montenegro               | Serbien und Montenegro               |
| 2008–2014 | Kroatien             | Slowenien            | Bosnien und Herzegowina | Nordmazedonien                | Serbien                              | Serbien                              | Montenegro                           |
| 2016–     | Kroatien             | Slowenien            | Bosnien und Herzegowina | Nordmazedonien                | Serbien                              | Kosovo                               | Montenegro                           |

## Medaillenbilanz
Bislang erzielte die serbische Olympiamannschaft vierundzwanzig olympische Medaillen bei den Sportwettbewerben. Diese teilen sich in neun Gold-, acht Silber- und zwölf Bronzemedaillen auf. Die 1912 angetretene serbische Mannschaft errang als einzige Mannschaft bei Sommerspielen keine Medaillen, das Winterteam erreichte bislang keine Medaillenränge.

### Olympische Sommerspiele
| Jahr | Team   | Gold | Silber | Bronze | Gesamt |
| ---- | ------ | ---- | ------ | ------ | ------ |
| 1912 | SRB    | –    | –      | –      | –      |
| 2008 | SRB    | –    | 1      | 2      | 3      |
| 2012 | SRB    | 1    | 1      | 2      | 4      |
| 2016 | SRB    | 2    | 4      | 2      | 8      |
| 2020 | SRB    | 3    | 1      | 5      | 9      |
| 2024 | SRB    | 3    | 1      | 1      | 5      |
|      | Gesamt | 9    | 8      | 12     | 24     |

Serbien nahm bisher sechsmal mit einer eigenständigen Mannschaft an den Olympischen Sommerspielen teil. Die erste Teilnahme erfolgte 1912 in Stockholm, die bisher letzte 2020 in Tokio.

### Olympische Winterspiele
| Jahr | Team   | Gold | Silber | Bronze | Gesamt |
| ---- | ------ | ---- | ------ | ------ | ------ |
| 2010 | SRB    | –    | –      | –      | –      |
| 2014 | SRB    | –    | –      | –      | –      |
| 2018 | SRB    | –    | –      | –      | –      |
| 2022 | SRB    | –    | –      | –      | –      |
|      | Gesamt | –    | –      | –      | –      |

Eine eigenständige serbische Mannschaft nahm seit 2010 viermal an Olympischen Winterspielen teil.

## Medaillengewinner
In der folgenden Übersicht sind alle Sportler aufgeführt, die für die olympischen Mannschaften von Serbien Medaillen gewonnen haben.

### A
- Maja Aleksić – Volleyball (0-0-1)
London 2020: Bronze, Frauen
- Milan Aleksić – Wasserball (2-0-1)
London 2012: Bronze, Männer
Rio de Janeiro 2016: Gold, Männer
London 2020: Gold, Männer

### B
- Stefan Birčević – Basketball (0-1-0)
Rio de Janeiro 2016: Silber, Männer
- Ana Bjelica – Volleyball (0-0-1)
London 2020: Bronze, Frauen
- Jelena Blagojević – Volleyball (0-0-1)
London 2020: Bronze, Frauen
- Bogdan Bogdanović – Basketball (0-1-0)
Rio de Janeiro 2016: Silber, Männer
- Tijana Bogdanović – Taekwondo (0-1-1)
Rio de Janeiro 2016: Silber, Klasse bis 49 kg, Frauen
London 2020: Bronze, Klasse bis 49 kg, Frauen
- Tijana Bošković – Volleyball (0-1-1)
Rio de Janeiro 2016: Silber, Frauen
London 2020: Bronze, Frauen
- Jovana Brakočević – Volleyball (0-1-0)
Rio de Janeiro 2016: Silber, Frauen
- Dušan Domović Bulut – Basketball (0-0-1)
London 2020: Bronze, 3×3-Basketball, Männer
- Bianka Buša – Volleyball (0-1-1)
Rio de Janeiro 2016: Silber, Frauen
London 2020: Bronze, Frauen
- Dajana Butulija – Basketball (0-0-1)
Rio de Janeiro 2016: Bronze, Frauen

### C
- Saša Čađo – Basketball (0-0-1)
Rio de Janeiro 2016: Bronze, Frauen
- Milorad Čavić – Schwimmen, 100 m Butterfly (0-1-0)
Peking 2008: Silber, Männer
- Aleksandar Ćirić – Wasserball (0-0-1)
Peking 2008: Bronze, Männer
- Aleksandra Crvendakić – Basketball (0-0-1)
Rio de Janeiro 2016: Bronze, Frauen
- Miloš Ćuk – Wasserball (1-0-0)
Rio de Janeiro 2016: Gold, Männer

### D
- Ana Dabović – Basketball (0-0-1)
Rio de Janeiro 2016: Bronze, Frauen
- Milica Dabović – Basketball (0-0-1)
Rio de Janeiro 2016: Bronze, Frauen
- Surab Datunaschwili – Ringen (0-0-1)
London 2020: Bronze, Griechisch-römische Klasse bis 87 kg, Männer
- Nikola Dedović – Wasserball (1-0-0)
London 2020: Gold, Männer
- Novak Đoković – Tennis (1-0-1)
Peking 2008: Bronze, Männer
Paris 2024: Gold, Männer
- Bojana Drča – Volleyball (0-1-0)
Rio de Janeiro 2016: Silber, Frauen

### F
- Filip Filipović – Wasserball (2-0-2)
Peking 2008: Bronze, Männer
London 2012: Bronze, Männer
Rio de Janeiro 2016: Gold, Männer
London 2020: Gold, Männer

### G
- Živko Gocić – Wasserball (1-0-2)
Peking 2008: Bronze, Männer
London 2012: Bronze, Männer
Rio de Janeiro 2016: Gold, Männer

### J
- Nikola Jakšić – Wasserball (2-0-0)
Rio de Janeiro 2016: Gold, Männer
London 2020: Gold, Männer
- Nikola Jokić – Basketball (0-1-0)
Rio de Janeiro 2016: Silber, Männer
- Nevena Jovanović – Basketball (0-0-1)
Rio de Janeiro 2016: Bronze, Frauen
- Stefan Jović – Basketball (0-1-0)
Rio de Janeiro 2016: Silber, Männer

### K
- Nikola Kalinić – Basketball (0-1-0)
Rio de Janeiro 2016: Silber, Männer
- Sara Krnjić – Basketball (0-0-1)
Rio de Janeiro 2016: Bronze, Frauen

### L
- Đorđe Lazić – Wasserball (1-0-0)
London 2020: Gold, Männer

### M
- Milan Mačvan – Basketball (0-1-0)
Rio de Janeiro 2016: Silber, Männer
- Dejan Majstorović – Basketball (0-0-1)
London 2020: Bronze, 3×3-Basketball, Männer
- Ivana Maksimović – Schießen (0-1-0)
London 2012: Silber, Sportgewehr Dreistellungskampf, Frauen
- Tijana Malešević – Volleyball (0-1-0)
Rio de Janeiro 2016: Silber, Frauen
- Dušan Mandić – Wasserball (2-0-1)
London 2012: Bronze, Männer
Rio de Janeiro 2016: Gold, Männer
London 2020: Gold, Männer
- Milica Mandić – Taekwondo (2-0-0)
London 2012: Gold, Klasse über 67 kg, Frauen
London 2020: Gold, Klasse über 67 kg, Frauen
- Stefan Marković – Basketball (0-1-0)
Rio de Janeiro 2016: Silber, Männer
- Brankica Mihajlović – Volleyball (0-1-1)
Rio de Janeiro 2016: Silber, Frauen
London 2020: Bronze, Frauen
- Damir Mikec – Schießen (0-1-0)
London 2020: Silber, 10 m Luftpistole, Männer
- Bojana Milenković – Volleyball (0-0-1)
London 2020: Bronze, Frauen
- Jelena Milovanović – Basketball (0-0-1)
Rio de Janeiro 2016: Bronze, Frauen
- Slađana Mirković – Volleyball (0-0-1)
London 2020: Bronze, Frauen
- Branislav Mitrović – Wasserball (2-0-0)
Rio de Janeiro 2016: Gold, Männer
London 2020: Gold, Männer
- Stefan Mitrović – Wasserball (2-0-1)
London 2012: Bronze, Männer
Rio de Janeiro 2016: Gold, Männer
London 2020: Gold, Männer

### N
- Nemanja Nedović – Basketball (0-1-0)
Rio de Janeiro 2016: Silber, Männer
- Slobodan Nikić – Wasserball (1-0-1)
London 2012: Bronze, Männer
Rio de Janeiro 2016: Gold, Männer
- Jelena Nikolić – Volleyball (0-1-0)
Rio de Janeiro 2016: Silber, Frauen

### O
- Maja Ognjenović – Volleyball (0-1-1)
Rio de Janeiro 2016: Silber, Frauen
London 2020: Bronze, Frauen

### P
- Danielle Page – Basketball (0-0-1)
Rio de Janeiro 2016: Bronze, Frauen
- Branko Peković – Wasserball (0–0–1)
Peking 2008: Bronze, Männer
- Sonja Petrović – Basketball (0-0-1)
Rio de Janeiro 2016: Bronze, Frauen
- Duško Pijetlović – Wasserball (2-0-2)
Peking 2008: Bronze, Männer
London 2012: Bronze, Männer
Rio de Janeiro 2016: Gold, Männer
London 2020: Gold, Männer
- Gojko Pijetlović – Wasserball (2-0-1)
London 2012: Bronze, Männer
Rio de Janeiro 2016: Gold, Männer
London 2020: Gold, Männer
- Mina Popović – Volleyball (0-0-1)
London 2020: Bronze, Frauen
- Silvija Popović – Volleyball (0-1-1)
Rio de Janeiro 2016: Silber, Frauen
London 2020: Bronze, Frauen
- Jovana Preković – Karate (1-0-0)
London 2020: Gold, Kumite bis 61 kg, Frauen
- Andrija Prlainović – Wasserball (2-0-2)
Peking 2008: Bronze, Männer
London 2012: Bronze, Männer
Rio de Janeiro 2016: Gold, Männer
London 2020: Gold, Männer

### R
- Nikola Radjen – Wasserball (0-0-2)
Peking 2008: Bronze, Männer
London 2012: Bronze, Männer
- Tamara Radočaj – Basketball (0-0-1)
Rio de Janeiro 2016: Bronze, Frauen
- Miroslav Raduljica – Basketball (0-1-0)
Rio de Janeiro 2016: Silber, Männer
- Sava Ranđelović – Wasserball (2-0-0)
Rio de Janeiro 2016: Gold, Männer
London 2020: Gold, Männer
- Milena Rašić – Volleyball (0-1-1)
Rio de Janeiro 2016: Silber, Frauen
London 2020: Bronze, Frauen
- Strahinja Rašović – Wasserball (1-0-0)
London 2020: Gold, Männer
- Aleksandar Ratkov – Basketball (0-0-1)
London 2020: Bronze, 3×3-Basketball, Männer

### S
- Aleksandar Sapić – Wasserball (0-0-1)
Peking 2008: Bronze, Männer
- Aleksa Šaponjić – Wasserball (0-0-1)
London 2012: Bronze, Männer
- Dejan Savić – Wasserball (0-0-1)
Peking 2008: Bronze, Männer
- Milenko Sebić – Schießen (0-0-1)
London 2020: Bronze, Kleinkalibergewehr Dreistellungskampf, Männer
- Denis Šefik – Wasserball (0-0-1)
Peking 2008: Bronze, Männer
- Marko Simonović – Basketball (0-1-0)
Rio de Janeiro 2016: Silber, Männer
- Slobodan Soro – Wasserball (0-0-2)
Peking 2008: Bronze, Männer
London 2012: Bronze, Männer
- Ivana Španović – Leichtathletik (0-0-1)
Rio de Janeiro 2016: Bronze, Weitsprung, Frauen
- Dragana Stanković – Basketball (0-0-1)
Rio de Janeiro 2016: Bronze, Frauen
- Davor Štefanek – Ringen (1-0-0)
Rio de Janeiro 2016: Gold, griechisch-römische Klasse – 66 kg, Herren
- Jovana Stevanović – Volleyball (0-1-0)
Rio de Janeiro 2016: Silber, Frauen
- Vladimir Štimac – Basketball (0-1-0)
Rio de Janeiro 2016: Silber, Männer

### T
- Miloš Teodosić – Basketball (0-1-0)
Rio de Janeiro 2016: Silber, Männer
- Marko Tomićević – Kanu (0-1-0)
Rio de Janeiro 2016: Silber, Zweier-Kajak 1000 m, Herren

### U
- Vanja Udovičić – Wasserball (0-0-2)
Peking 2008: Bronze, Männer
London 2012: Bronze, Männer

### V
- Mihailo Vasić – Basketball (0-0-1)
London 2020: Bronze, 3×3-Basketball, Männer
- Stefana Veljković – Volleyball (0-1-0)
Rio de Janeiro 2016: Silber, Frauen
- Vladimir Vujašinović – Wasserball (0-0-1)
Peking 2008: Bronze, Männer

### Z
- Andrija Zlatić – Schießen (0-0-1)
London 2012: Bronze, Luftpistole Herren
- Milenko Zorić – Kanu (0-1-0)
Rio de Janeiro 2016: Silber, Zweier-Kajak 1000 m, Herren